# Азербайджанска национална академия на науките
Азербайджанската национална академия на науките (на азербайджански: Azərbaycan Milli Elmlər Akademiyası (AMEA)) със седалище в Баку е основната държавна изследователна организация, която провежда изследвания и координира дейностите в областта на точните и обществените науки в Азербайджан. Основана е на 23 януари 1945 година.
Председател на Академията е акад. Иса Хабиббейли, а главен секретар е акад. Расим Алгулиев.
Академията е член на Кавказката университетска асоциация.

## История
Академията е учредена на основата на Азербайджанското дружество за научни изследвания, което първо е свързано с Държавния университет в Баку, по-късно с Академията на науките на СССР. През 1945 година, Съветът на народните комисари на СССР издава заповед дружеството да бъде реорганизирано в Академия на науките на Азербайджанска ССР. През първата си година Академията наброява 15 члена.
Президиумът се помещава в историческата сграда „Исмаилия“ на улица „Истиглалият“ в центъра на столицата.

## Скруктура
Азербайджанската национална академия на науките е разделена на шест отдела, които съвкупно съдържат окоол 40 изследователски и културни института на територията на цялата страна:
- Отдел „Физически, математически и технически науки“
- Отдел „Химически науки“
- Отдел „Науки за Земята“
- Отдел „Биологически и медицински науки“
- Отдел „Хуманитарни науки“
- Отдел „Обществени науки“[4]

Академията поддържа регионални офиси в градовете Ганджа, Шеки и Ланкаран. Едно от звената в структурата на АНАН е Републиканският център за сеизмология към АНАН.

## Членове
Академията има два вида членство; в момента се съставлява от 57 действителни члена (академици) и 104 дописни члена (член-кореспонденти). Членството се получава след гласуване; председателят на академията се избира измежду академиците. Академията връчва и почетни членства на заслужили учени.

## Председатели
| Име на председателя    | Период                  |
| ---------------------- | ----------------------- |
| Мир-Асадула Миргасимов | 1945 – 1947             |
| Юсиф Маммадалиев       | 1947 – 1950 1958 – 1961 |
| Муса Алиев             | 1950 – 1958             |
| Захид Халилов          | 1961 – 1967             |
| Рустам Исмаилов        | 1967 – 1970             |
| Хасан Абдулаев         | 1970 – 1983             |
| Елдар Салаев           | 1983 – 1997             |
| Фарамаз Магсудов       | 1997 – 2000             |
| Махмуд Каримов         | 2000 – 2013             |
| Акиф Ализаде           | 2013 – 2019             |
| Рамиз Мехдиев          | 2019 – 2022             |
| Иса Хабиббейли         | 2022 –                  |